# Wichmannella dasyderma
Wichmannella dasyderma är en kräftdjursart som först beskrevs av Brady 1880.  Wichmannella dasyderma ingår i släktet Wichmannella och familjen Trachyleberididae. Inga underarter finns listade i Catalogue of Life.